# Équipe de France de hockey sur gazon
Pour les articles homonymes, voir Équipe de France.
Cet article traite de l'équipe masculine. Pour l'équipe féminine, voir Équipe de France féminine de hockey sur gazon.
L'équipe de France de hockey sur gazon est la sélection des meilleurs joueurs français de hockey sur gazon. Le 27 février 2022, elle se classe 9e du classement de la Fédération internationale de hockey sur gazon, son meilleur classement atteint.
À ce jour, elle n'a atteint aucun podium des principales compétitions internationales, à part un titre de champion d'Europe Division II obtenu le 3 août 2019.

## Historique

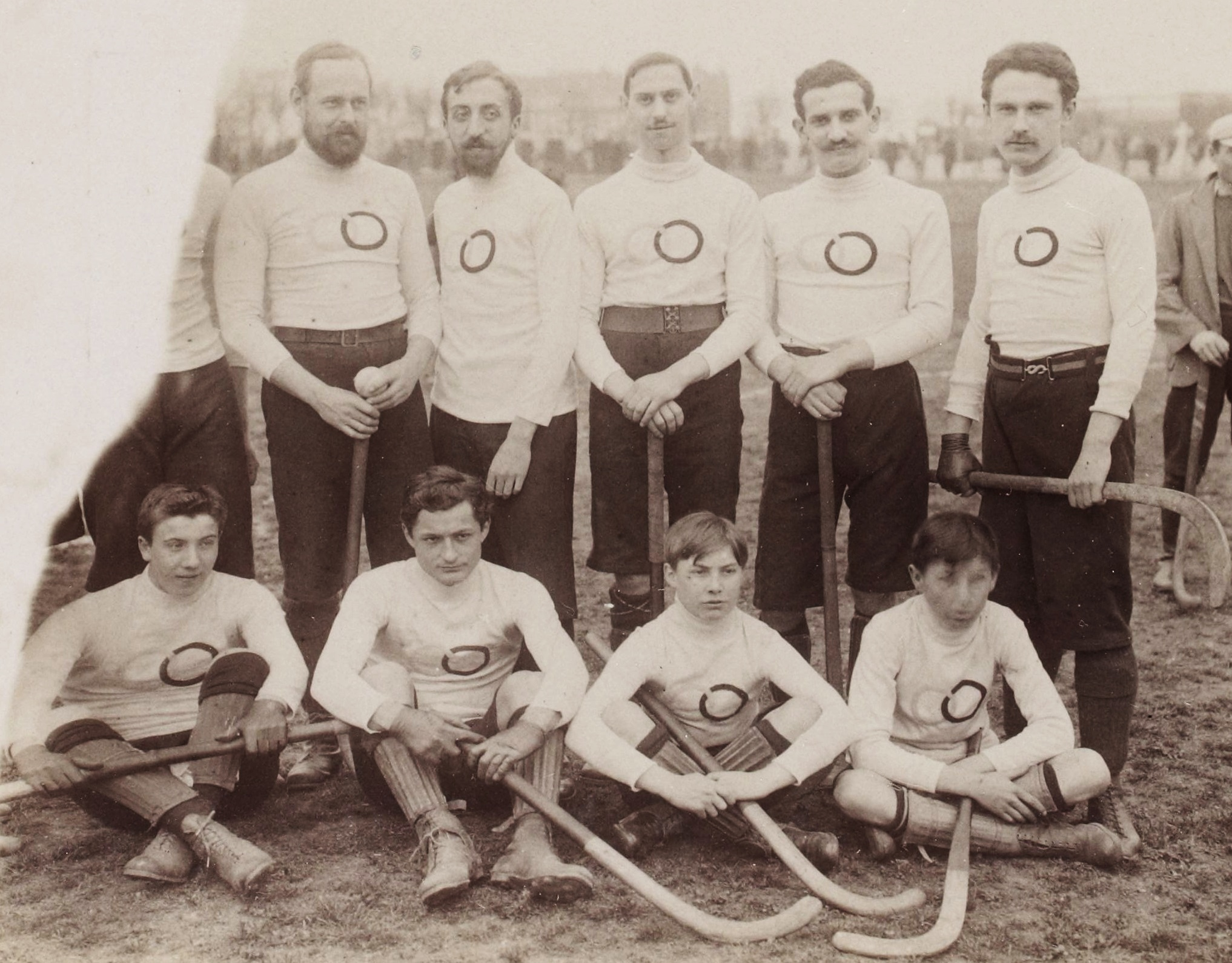
L'équipe de France de hockey sur gazon en 1899 (capitaine en haut à gauche).

Louis Gautier (du Stade français), Charles Pattin (du CAI), et Louis Saulnier (du CAI également) ont tous trois fait partie des tout premiers hockeyeurs sélectionnés en équipe de France, le 1er avril 1906, alors sous l'égide de l'USFSA, la Fédération française de hockey n'ayant été créée qu'en 1920. Ils furent ensuite retenus pour disputer les premiers Jeux olympiques de la spécialité, en 1908 à Londres, terminant 6e de la compétition.

### Jeux olympiques
Sport olympique depuis 1908 (Londres), la France a participé à 10 tournois olympiques, la plupart dans la première moitié du XXe siècle. Sa dernière participation remontait à 1972 (Munich), avant les Jeux de Paris. 
| Date | Lieu     | Classement final | Vainqueur       |
| ---- | -------- | ---------------- | --------------- |
| 1908 | Londres  | 6e               | Grande-Bretagne |
| 1920 | Anvers   | 4e               | Grande-Bretagne |
| 1924 | Paris    | 5e               | Inde            |
| 1936 | Berlin   | 4e               | Inde            |
| 1948 | Londres  | 8e               | Inde            |
| 1952 | Helsinki | 11e              | Inde            |
| 1960 | Rome     | 10e              | Pakistan        |
| 1968 | Mexico   | 10e              | Pakistan        |
| 1972 | Munich   | 12e              | Allemagne (RFA) |
| 2024 | Paris    | 11e              | Pays-Bas        |

Lors des éditions 2008 (Pékin), 2012 (Londres), 2016 (Rio) et 2020 (Tokyo), la France a raté sa qualification de peu, échouant, à chaque fois, à une place du ticket olympique.
Pour l'édition 2024 à Paris, elle est qualifiée d'office en tant que pays organisateur.

### Coupe du monde
Dans son histoire, la France n’a participé qu’à trois coupes du monde, compétition qui est, au même titre que les Jeux olympiques, réservée aux douze meilleures nations mondiales ; et aux seize meilleures nations mondiales depuis l'édition 2018 à Bhubaneswar.
En 1971, à Barcelone (Espagne), et en 1990, à Lahore (Pakistan), la France termine à la 7e place. 
| Date | Lieu                    | Rang | Vainqueur |
| ---- | ----------------------- | ---- | --------- |
| 1971 | Barcelone               | 7e   | Pakistan  |
| 1990 | Lahore                  | 7e   | Pays-Bas  |
| 2018 | Bhubaneswar             | 8e   | Belgique  |
| 2023 | Bhubaneswar et Rourkela | 13e  | Allemagne |

### Championnat d'Europe

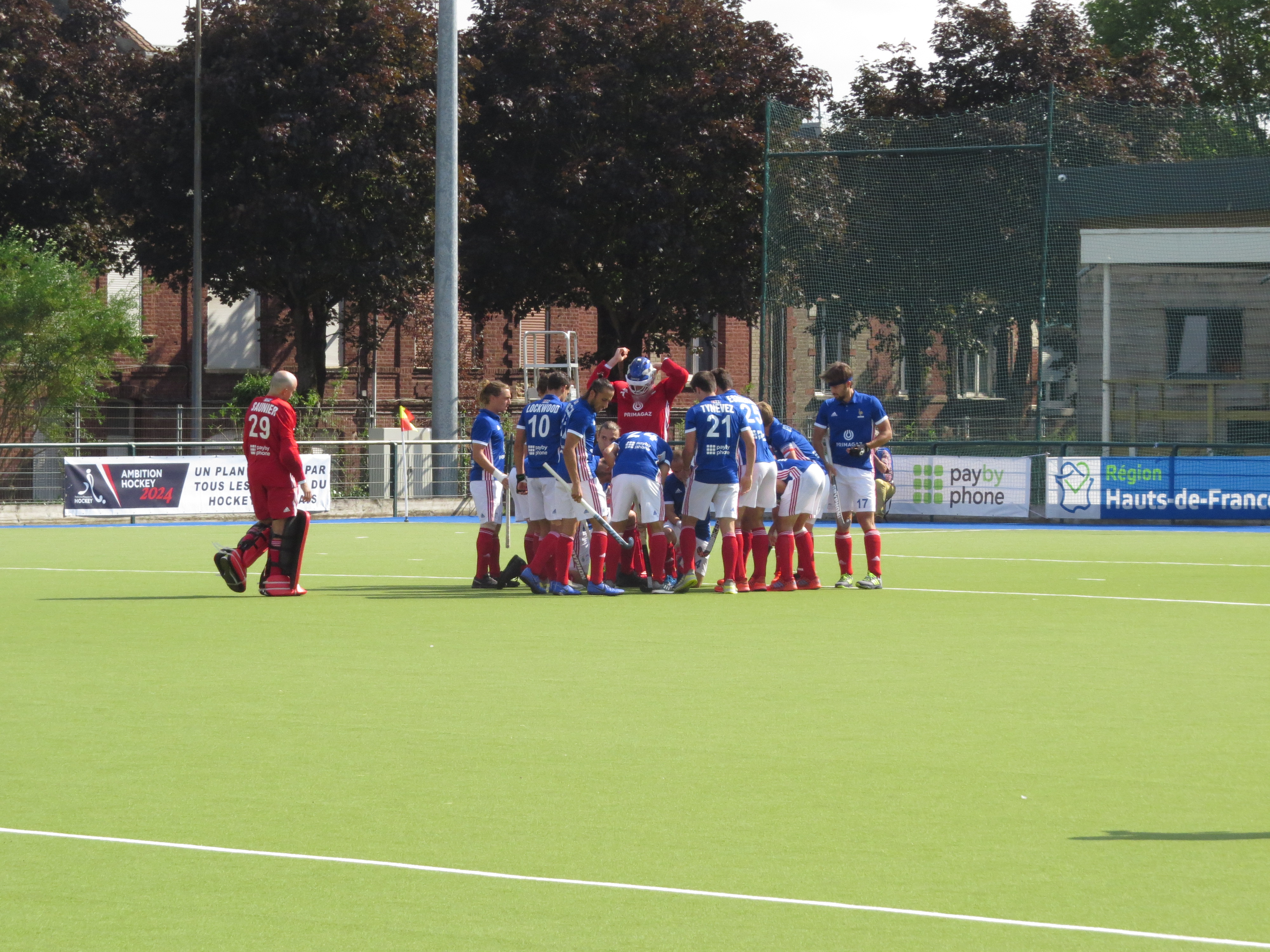
L'équipe de France en 2019.

Le Championnat d'Europe réunit les huit meilleures équipes du continent.
Les deux équipes les moins bien classées sont renversées en Coupe d'Europe B et sont remplacées par les deux équipes les mieux classées de cette dernière.
| Date | Lieu      | Classement final |  | Date | Lieu            | Classement final |
| ---- | --------- | ---------------- |  | ---- | --------------- | ---------------- |
| 1970 | Bruxelles | 4e               |  | 2007 | Manchester      | 6e               |
| 1974 | Madrid    | 6e               |  | 2009 | Amsterdam       | 6e               |
| 1978 | Hanovre   | 8e               |  | 2011 | Mönchengladbach | 8e               |
| 1983 | Amsterdam | 6e               |  | 2013 | Boom            | Non qualifiée    |
| 1987 | Moscou    | 7e               |  | 2015 | Londres         | 7e               |
| 1991 | Paris     | 7e               |  | 2017 | Amsterdam       | Non qualifiée    |
| 1995 | Dublin    | 12e              |  | 2019 | Anvers          | Non qualifiée    |
| 1999 | Padoue    | 7e               |  | 2021 | Amsterdam       | 6e               |
| 2003 | Barcelone | 5e               |  | 2023 | Mönchengladbach | 5e               |
| 2005 | Leipzig   | 5e               |  | 2025 | Mönchengladbach | 4e               |

### Champions Challenge
Participant au Champions Challenge en 2014, la France termine à la 6e place.

## Effectif actuel[1]
Depuis Février 2025, l’entraîneur de l'équipe de France est John-John Dohmen. Ses adjoints sont Ramon Sala et Jeroen Hertzberger.
| Nom           | Prénom        | Âge | Poste          | Club                         |
| ------------- | ------------- | --- | -------------- | ---------------------------- |
| Bellenger     | Amaury        | 25  | Milieu         | Royal Uccle Sport (Belgique) |
| Charlet       | Victor        | 30  | Défenseur      | Watducks (Belgique)          |
| Clément       | Mathis        | 22  | Défenseur      | La Gantoise (Belgique)       |
| Clément       | Thimothée     | 23  | Attaquant      | La Gantoise (Belgique)       |
| Curty         | Eliot         | 25  | Milieu         | Watducks (Belgique)          |
| Delemazure    | Brieuc        | 22  | Défenseur      | Lille MHC                    |
| Desgouillons  | Matteo        | 24  | Défenseur      | La Gantoise (Belgique)       |
| Goyet         | François      | 29  | Milieu         | La Gantoise (Belgique)       |
| Jouin         | Noe           | 21  | Attaquant      | Saint-Germain H.C            |
| Lockwood      | Viktor        | 32  | Défenseur      | Lille MHC                    |
| Marque        | Benjamin      | 23  | Attaquant      | Royal Daring (Belgique)      |
| Martin-Brisac | Simon         | 31  | Attaquant      | Racing Club de France        |
| Masson        | Charles       | 31  | Milieu         | La Gantoise (Belgique)       |
| Montecot      | Lucas         | 22  |                | CA Montrouge                 |
| Ponthieu      | Théophile     | 30  | Milieu         | Lille MHC                    |
| Reynaud       | Edgar         | 31  | Gardien de but | Royal Leopold (Belgique)     |
| Rogeau        | Blaise        | 29  | Attaquant      | Watducks (Belgique)          |
| Dumont        | Nicolas       | 25  | Milieu         | Watducks (Belgique)          |
| Sellier       | Corentin      | 22  | Attaquant      | CA Montrouge                 |
| Thieffry      | Arthur        | 33  | Gardien de but | Lille MHC                    |
| Tynevez       | Étienne       | 25  | Attaquant      | La Gantoise HC (Belgique)    |
| Xavier        | Gaspard       | 21  | Défenseur      | Racing Bruxelles (Belgique)  |
| Baumgarten    | Gaspard       | 24  | Attaquant      | F.C Lyon                     |
| Deront        | Guillaume     | 25  | Défenseur      | Saint-Germain H.C            |
| Forgues       | Jean-Baptiste | 25  | Défenseur      | F.C Lyon                     |

## Joueurs et entraîneurs notables
- Robert Salarnier
- Pierre Prieur
- Félix Grimonprez
- Georges Corbel
- Stéphane Mordacq
- Frédéric Soyez
- Guy Chevalier
- Anatole Vologe
- Diran Manoukian
- Philippe Reynaud
- Maurice Dobigny
- Albert Vanpoulle
- Claude Windal
- Patrick Burtschell
- Benjamin Labeque
- Jean-Paul Sauthier
- Éric Pitau
- Bruno Delavenne
- Bertrand Reynaud
- Guillaume Clément
- Stéphane Jaquet
- Antoine Moreau